# Blanche Bingley Hillyard
Blanche Bingley Hillyard, född Bingley den 3 november 1863 i Greenford i Ealing i London, död 6 augusti 1946 i London, var en brittisk tennisspelare. Blanche Hillyard var en av pionjärerna inom damtennis. Hon vann singeltiteln i Wimbledonmästerskapen sex gånger och var 13 gånger i singelfinal. Det senare är ett rekord som stått sig sedan dess. Hon deltog 24 gånger i Wimbledonmästerskapen, sista gången 1912, då hon vid 48 års ålder nådde semifinalen.

## Tenniskarriären
Blanche Hillyard (fram till 1888 miss Bingley) vann sin första seger i Wimbledonmästerskapen 1886, då hon i finalen, "Challenge Round", besegrade de två föregående årens mästare Maud Watson med siffrorna 6-3, 6-3. De båda hade mötts året innan i finalen, då med Watson som segrare med 6-1, 7-5. År 1884, i den allra första Wimbledonturneringen där damer fick delta, nådde Hillyard semifinal.
Blanche Hillyard mötte som titelförsvarare i Wimbledonmästerskapen 1887 den då 15-åriga Lottie Dod i "Challenge Round" i turneringen som bara omfattade sex tävlande kvinnliga tennisspelare. Dod hade, instruerad av William Renshaw och hans bror Ernest Renshaw, tillägnat sig en "modern" spelteknik med serve och smash slagna över huvudet, liksom attackspel framme vid nät. Hillyard var chanslös och förlorade med 2-6, 0-6. Även 1888 års final spelades mellan dessa två, också med Dod som segrare, nu med siffrorna 6-3, 6-3. Hillyard förlorade även finalerna 1891, 1892 och 1893 mot Dod, och lyckades aldrig besegra henne. 
Blanche Hillyard lyckades dock åter vinna singeltiteln i Wimbledonmästerskapen, alltid i Dods frånvaro, 1889 mot Lena Rice, 1894 mot Edith Austin, 1897, 1899 och 1900 mot Charlotte Sterry (född Cooper).
Hon vann singeltiteln i Irish Open 1888, 1894 och 1897 och Tyska mästerskapen 1897 och 1900.

## Personen och spelaren
Blanche Hillyard var baslinjespelare som förlitade sig på sina grundslag och sällan använde volley. Själv har hon beskrivit sin backhand som dålig.
Hon var från 1888 gift med George Hillyard som var sekreterare i All England Lawn Tennis & Croquet Club mellan 1907 och 1924.

## Grand Slam-titlar
- Wimbledonmästerskapen
  - Singel - 1886, 1889, 1894, 1897, 1899, 1900
  - Dubbel - 1899, 1906